# Вазабрун

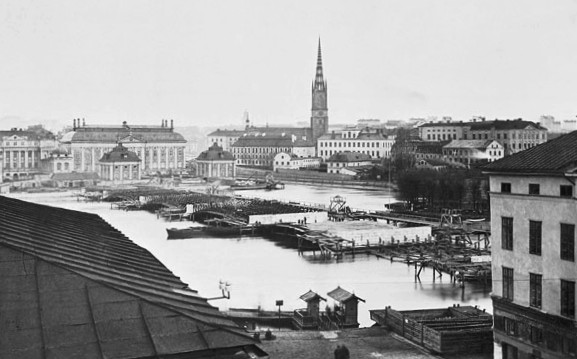
Вазабрун будується, 1876

Вазабрун (швед. Vasabron) — міст, довжиною близько 200 м, у центрі Стокгольма, сполучає район Норрмальм зі Старим містом. Міст починається на півночі на вулиці Фредсгатан і Тегельбакен, закінчується вулицею Ріддархускаєн на півдні.

## Історія
Вазабрун був побудований в 1875 — 1878 рр і для свого часу був технічно дуже просунутий серед інших.  
Вже в 1830 році обговорювалася пропозиція про побудову підвісного моста, але в конкурсі 1847–1848 рр. була прийнята пропозиція про чавунний міст Георга Теодора Чєвіца (1815-62), який через тридцять років був реалізований завдяки остаточним малюнкам Едварда фон Ротштейна. 
Міст має сім литих сталевих прольотів, красиві перила і чавунні ліхтарі. Оригінальні газові лампи були замінені в 1911 році електричними, які оформлені в стилі модерн архітектором Агі Ліндгрен. Міст має сучасний підводно-литий бетонний фундамент. Міст був побудований на заводах "Атлас" у районі Вазастаден. Багато прикрашених ліхтарі були відлиті в Skoglund &amp; Olson в Євле. У 1909 році Вазабрун був переобладнаний, щоб обробляти трамвайний рух. Коли у 1959 році з'явився Центральний міст Вазабрун втратив своє значення головного транспортного маршруту.

## Панорама

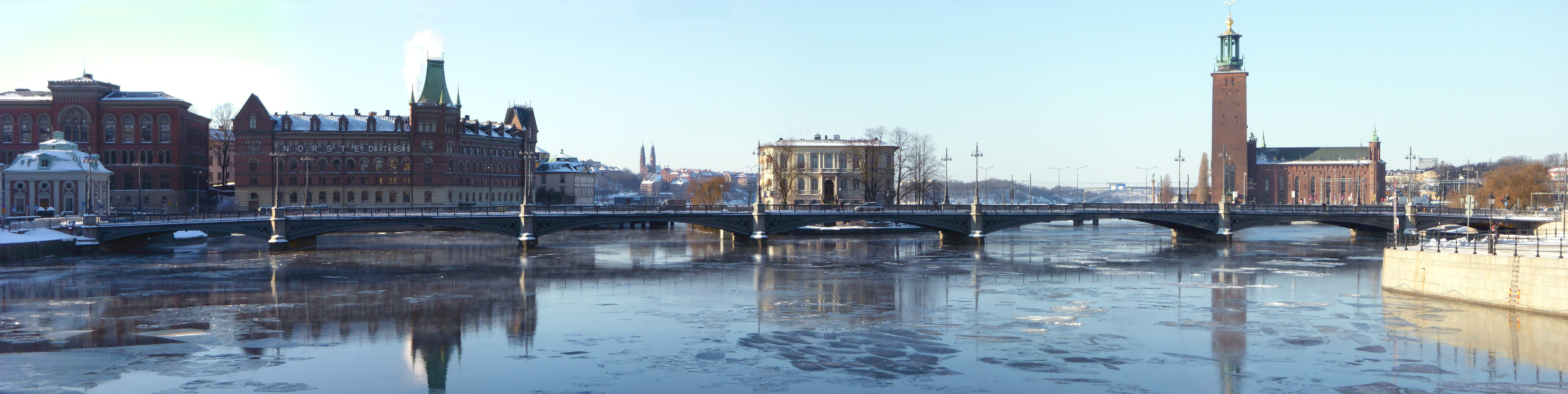
Весь Вазабрун, вид на захід від Ріксбруна. Ліворуч - Старий Національний Архів і Норстедтсгусет, посередині Стремсборг і з правого краю ратуша Стокгольма, 2011.

## Детальні зображення

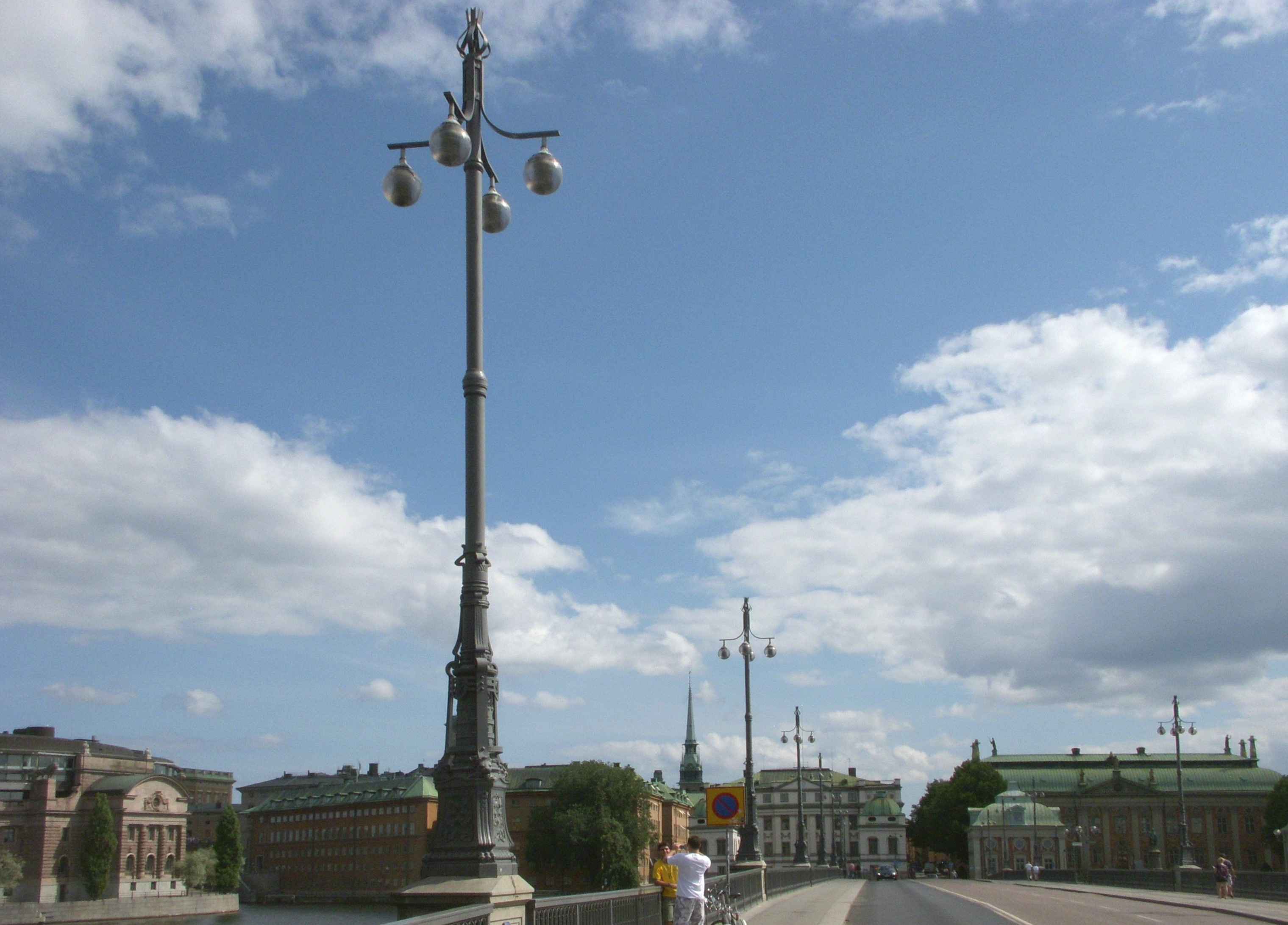
Освітлення моста
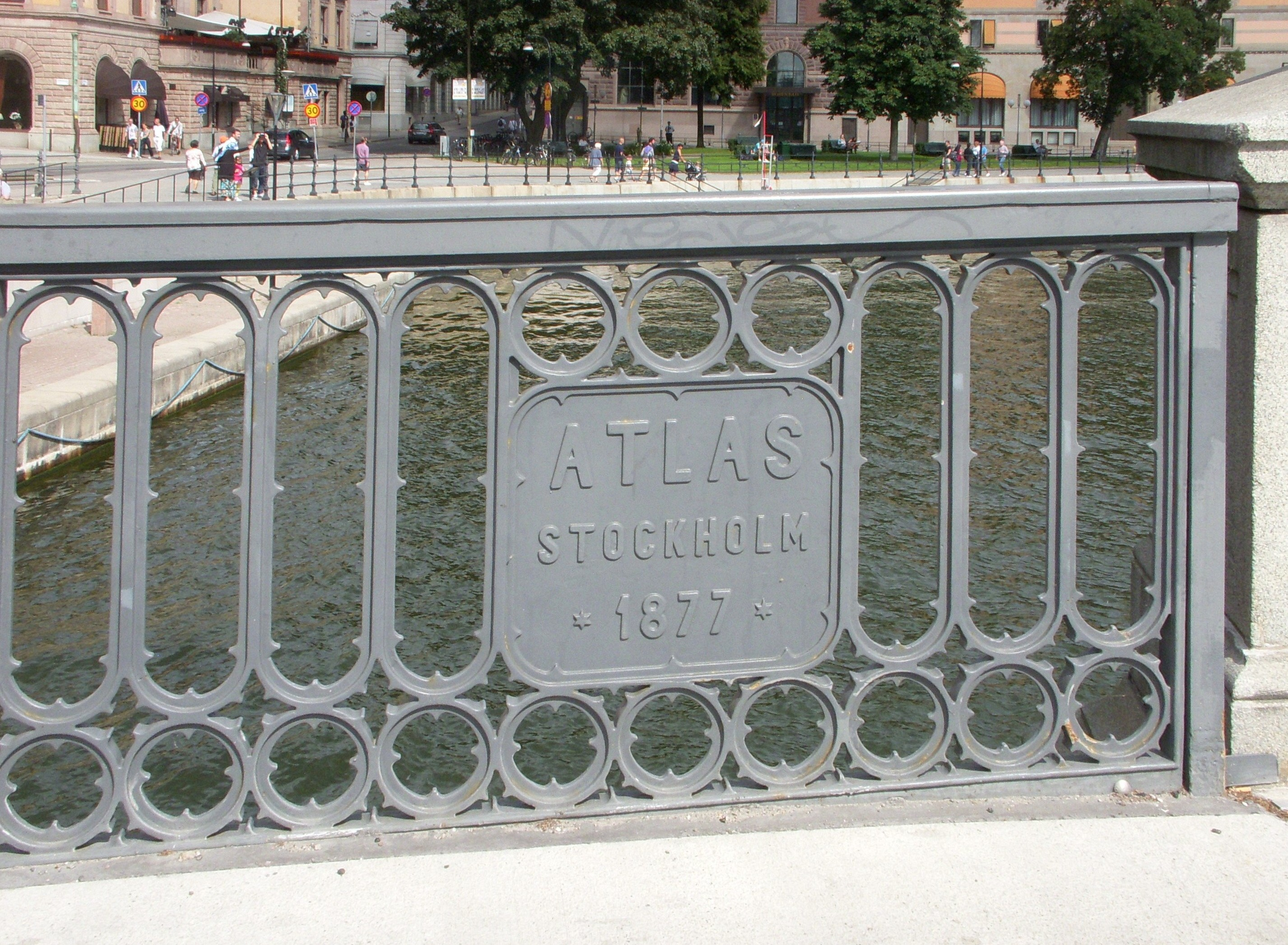
Перила з "Атлас 1877"
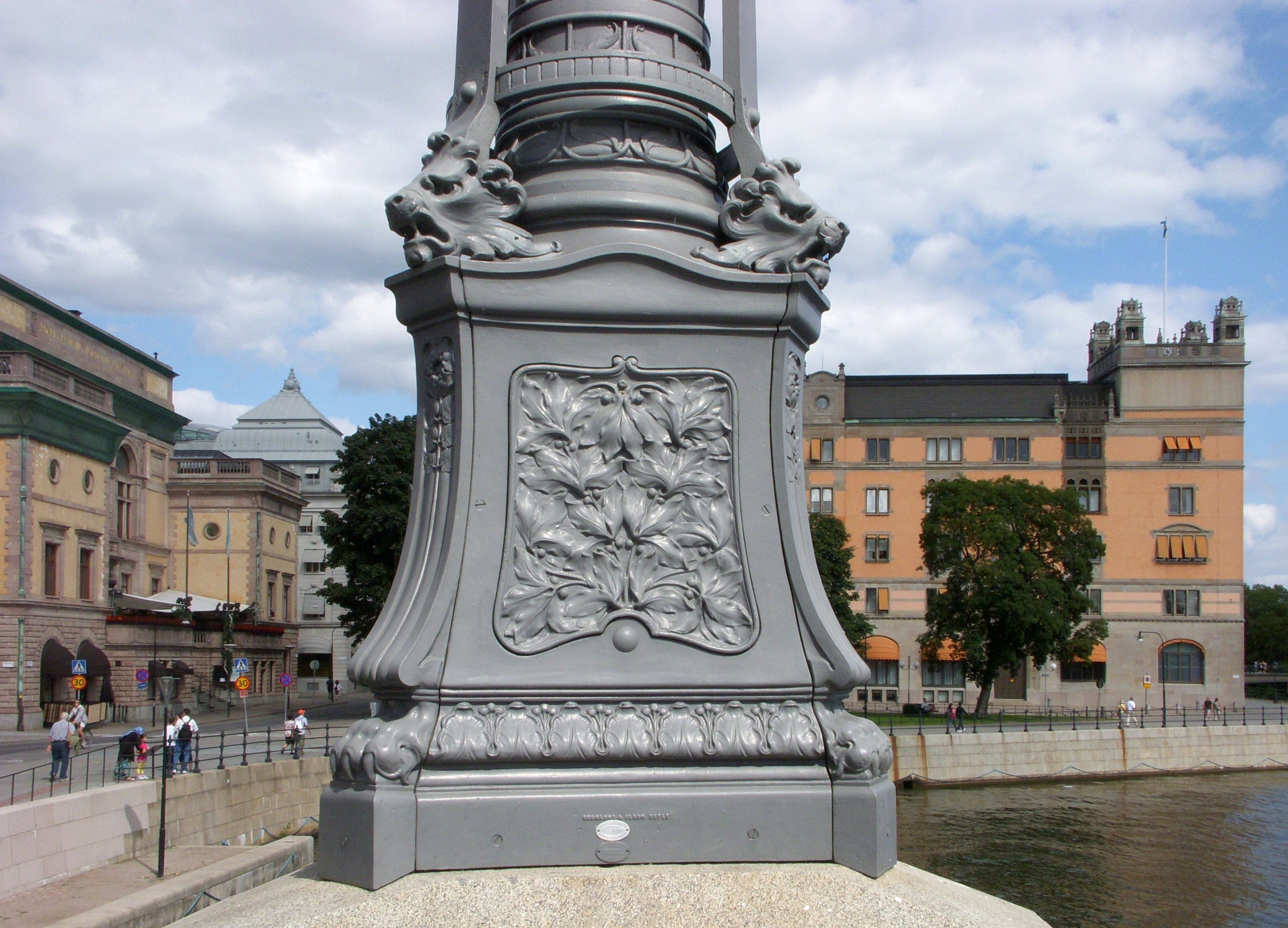
Ліхтарі із чавуну
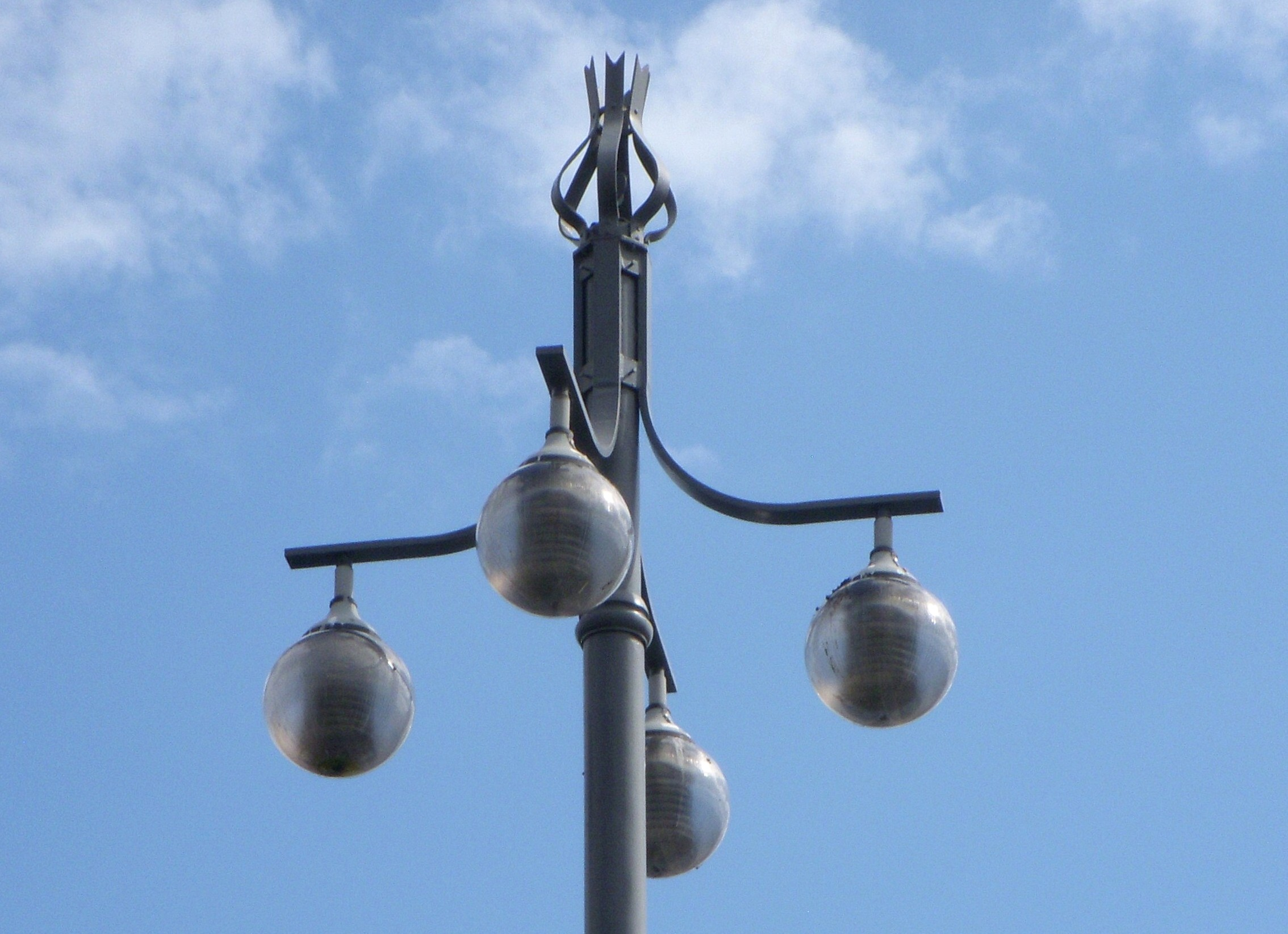
Освітлювальна арматура в стилі модерн